# Zgon
Zgon (Duits: Sgonn; 1938-1945: Hirschen) is een plaats in het Poolse district  Mrągowski, woiwodschap Ermland-Mazurië. De plaats maakt deel uit van de gemeente Piecki en telt 150 inwoners.